# Explosão por ebulição
Um boilover (ou explosão por ebulição) é um tipo de incêndio extremamente perigoso causado pela tentativa de apagar com água um incêndio prévio em óleo ou outro petroquímico. O perigo resulta da diferença em densidade entre o óleo e água.
A National Fire Protection Association dos EUA define boilover como: um evento na queima de certos óleos em um tanque de topo aberto quando, depois de um longo período de queima, há um aumento súbito da intensidade de fogo associado com a expulsão de óleo em chamas do tanque.
Boilover também pode ocorrer em casa, quando cozinhando numa frigideira..
Conforme água é lançada sobre o combustível, ela rapidamente afunda, devido a ter maior densidade, e tem pouco efeito na extinção das chamas da superfície. Sob certas condições, após algum tempo, a água no fundo rapidamente vaporiza e causa uma expansão de volume de cerca de 1700 vezes. O vapor expandindo-se rapidamente expele o óleo ou combustível para cima e para fora do tanque, resultando em uma descarga de óleo em chamas numa área grande e não-controlada fora do contentor.

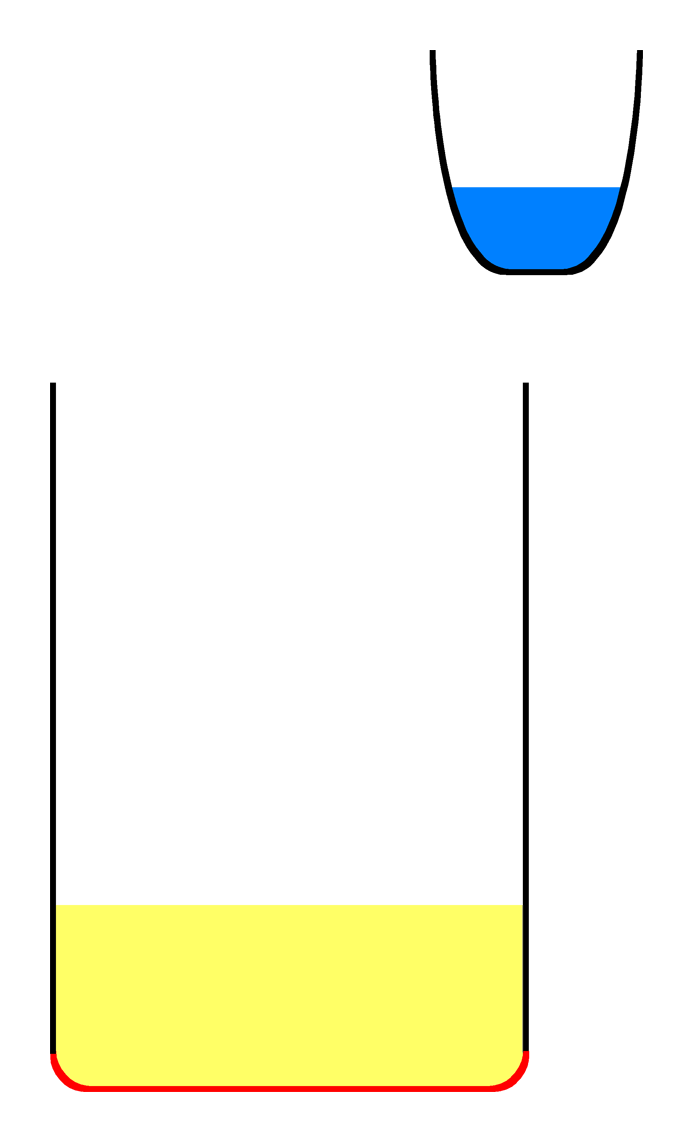
O óleo fica tão quente que pega fogo espontaneamente
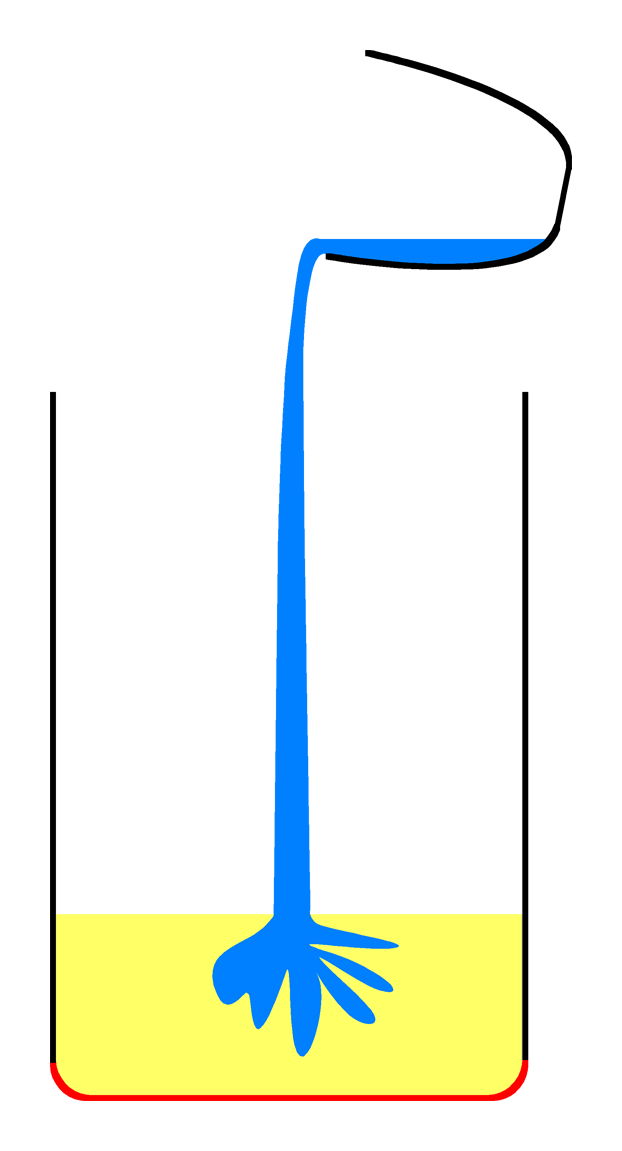
A água é despejada no recipiente
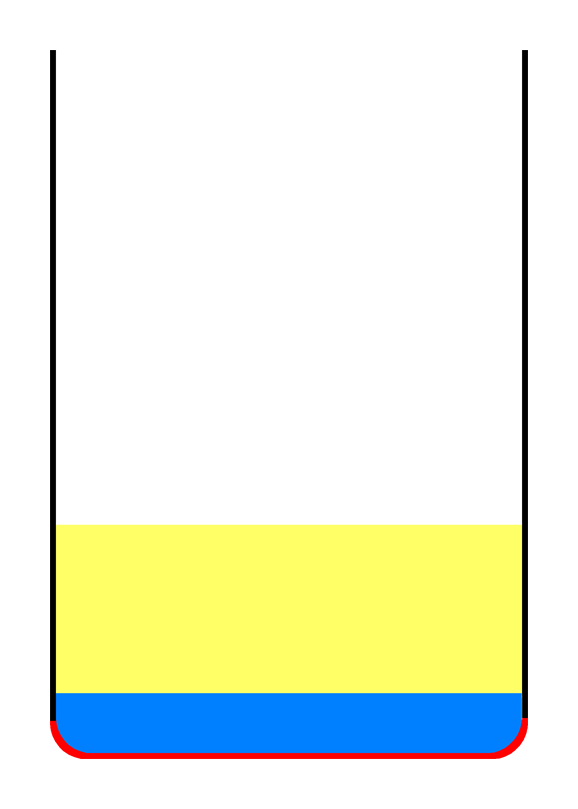
A água é mais densa que o óleo, então ela afunda. Quando a água toca o fundo, ela é aquecida acima do seu ponto de ebulição e imediatamente vaporiza.
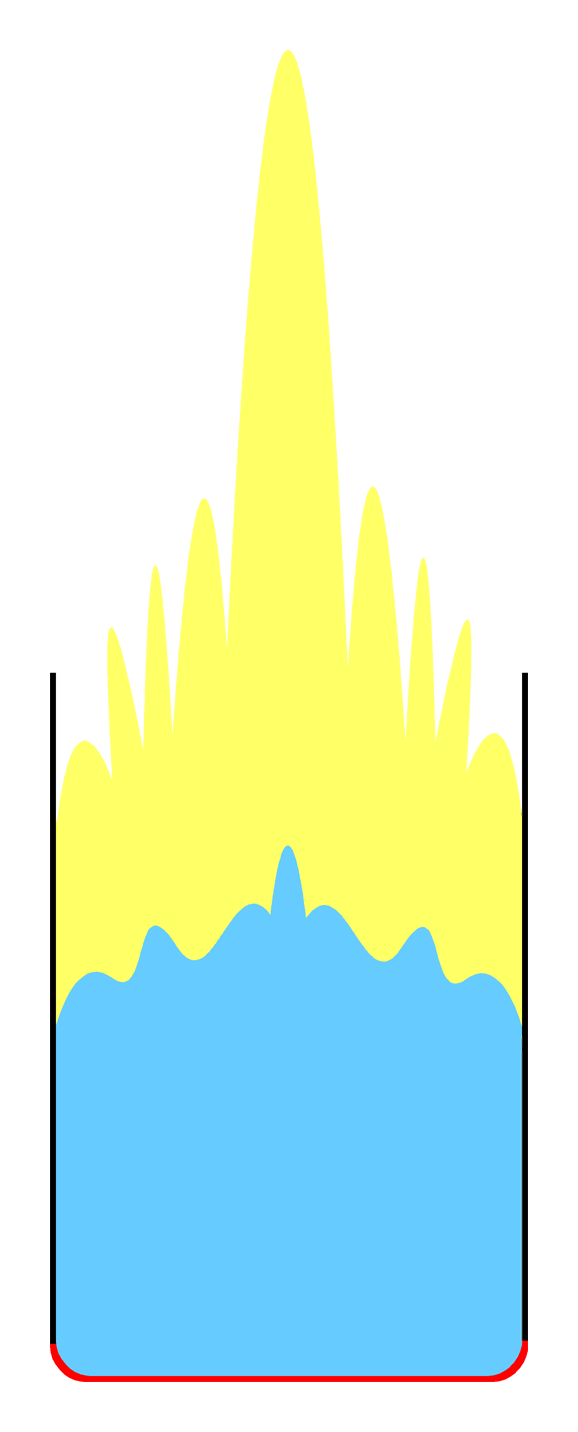
O vapor de água se expande rapidamente, lançando para fora gotículas de óleo em chamas, aumentando a proporção do incêndio.

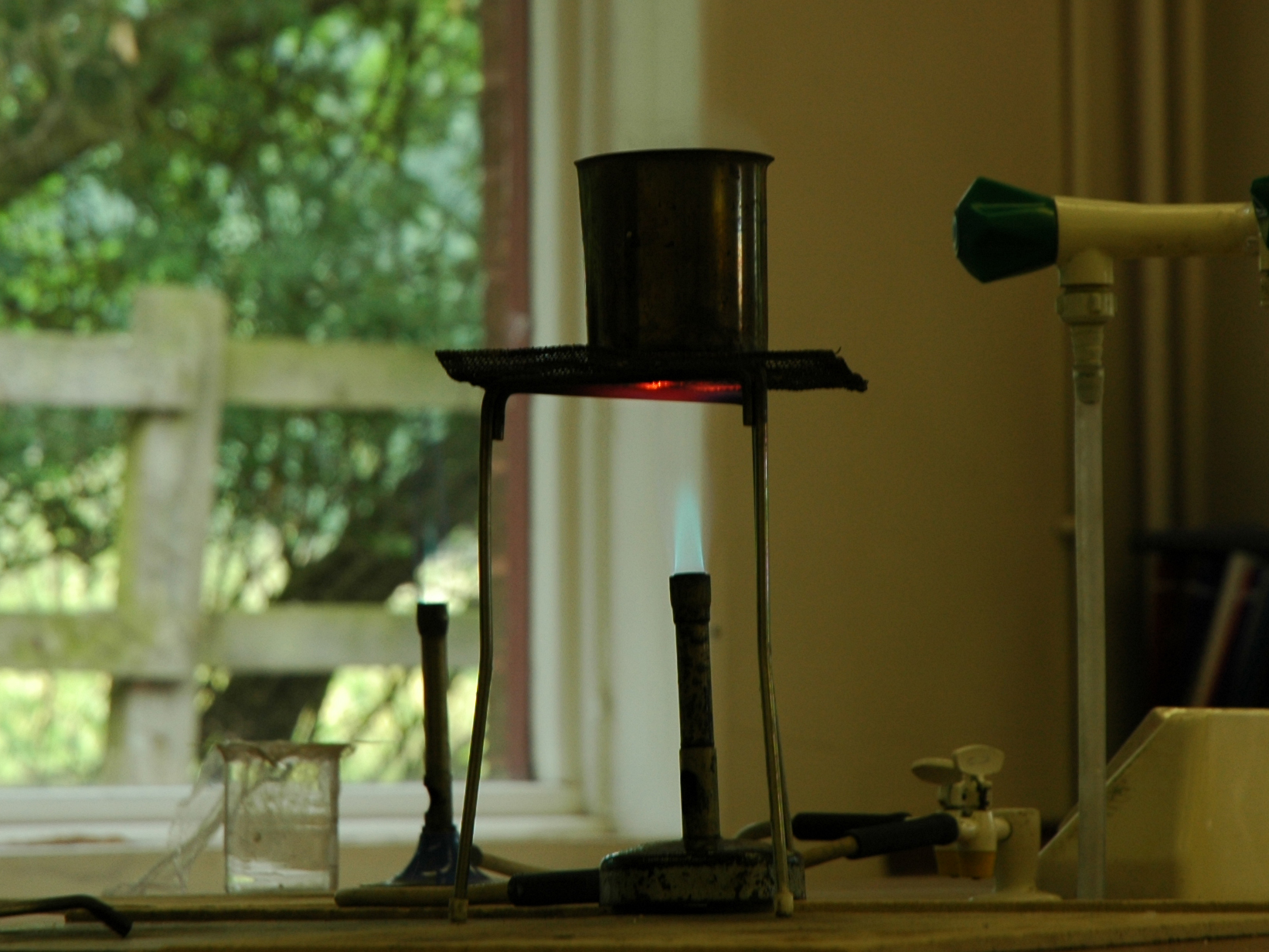
O óleo é aquecido fortemente
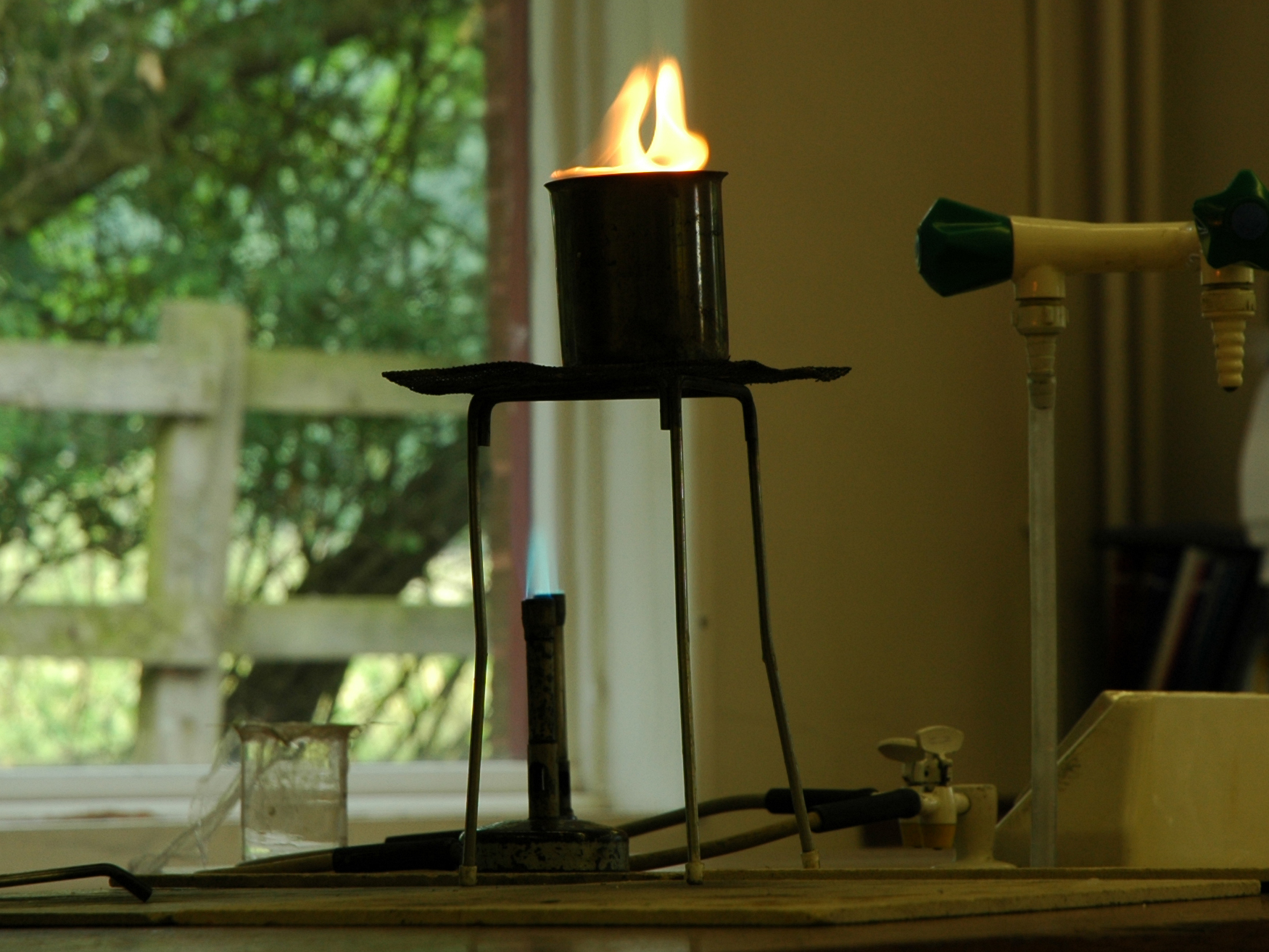
Depois de algum tempo, ele fica quente o suficiente para pegar fogo
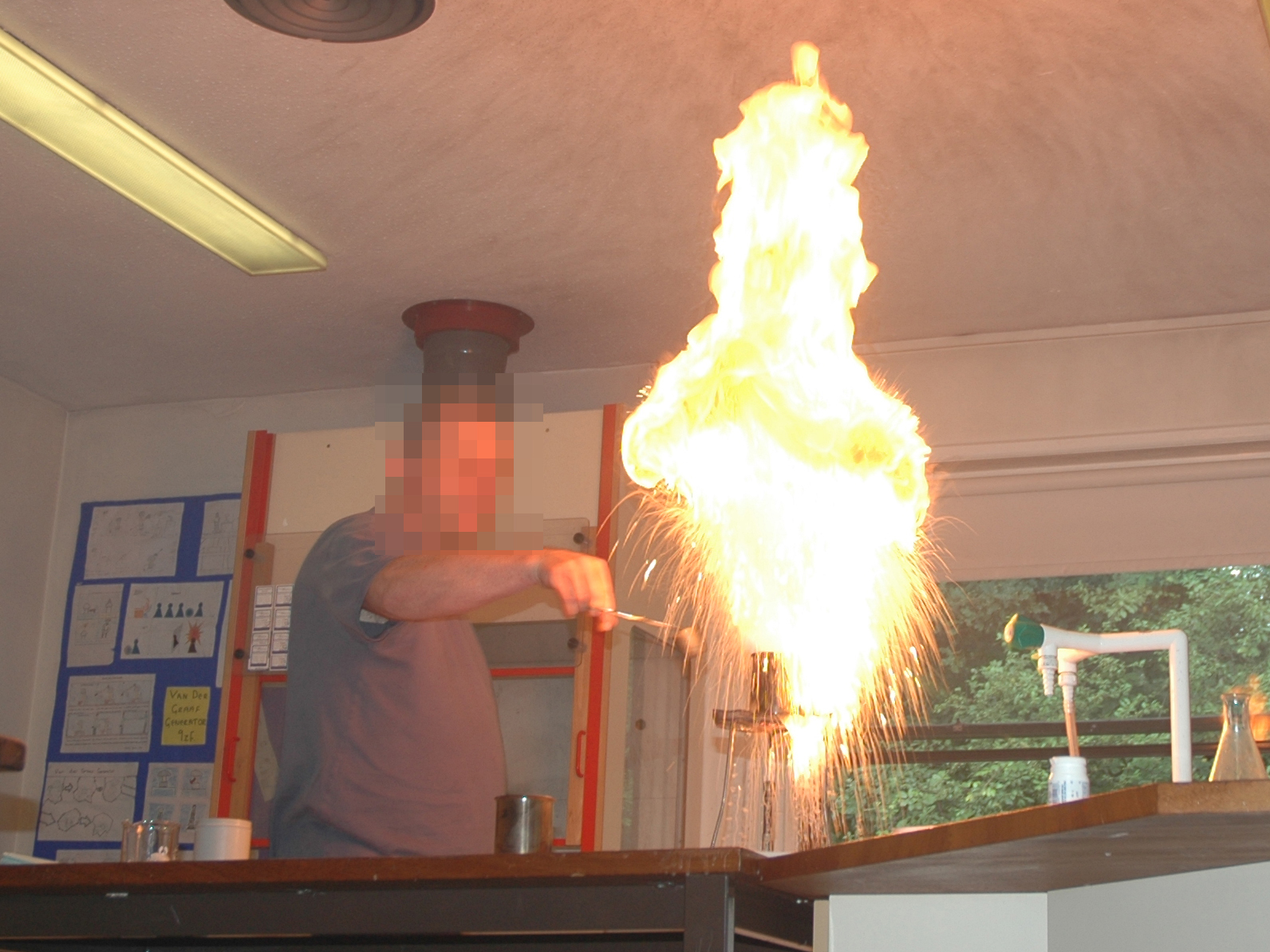
Despejando uma quantidade muito pequena de água no fogo, é ejetada uma língua de fogo
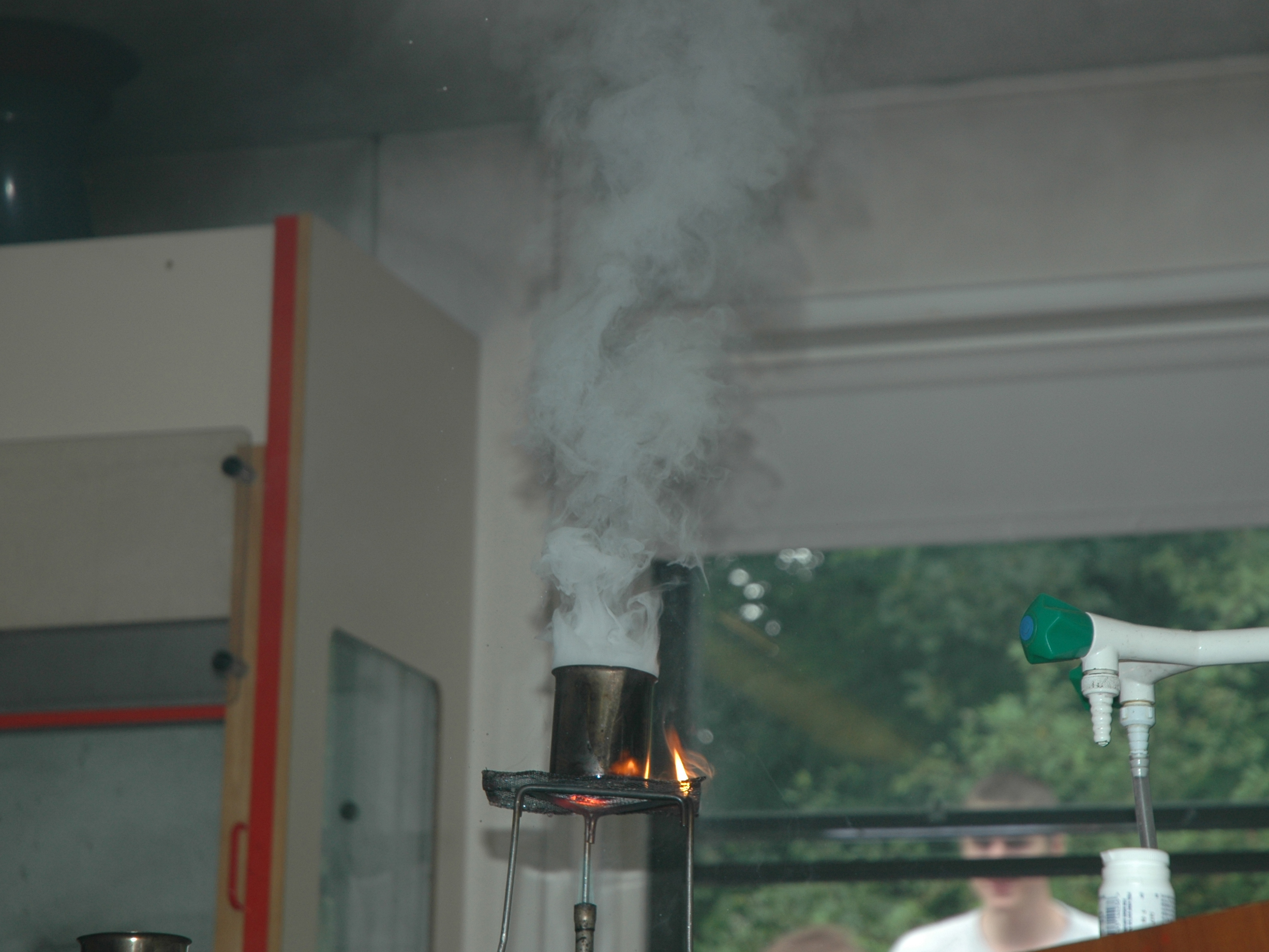
Com todo o óleo queimado, não há mais combustível para o abastecimento de fogo